# دالي تيمبست
دالي تيمبست (بالإنجليزية: Dale Tempest)‏ هو لاعب كرة قدم بريطاني في مركز الهجوم، ولد في 30 ديسمبر 1963 في ليدز في المملكة المتحدة. شارك مع منتخب هونغ كونغ لكرة القدم. أما مع النوادي، فقد لعب مع كولتشستر يونايتد ولوكيرين أوست فلانديرين ونادي إيسترن سبورتس ونادي جنوب الصين ونادي غيلينغهام ونادي فولهام ونادي كيتشي وهدرسفيلد تاون.